# Howard Goodall

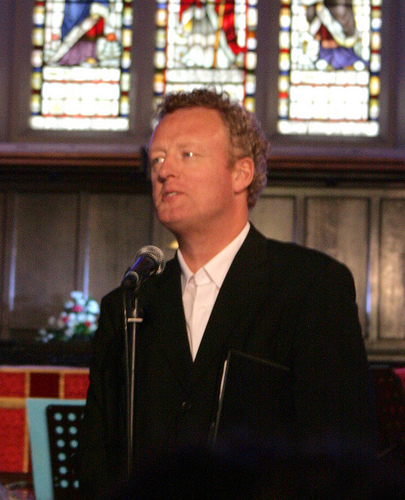
Howard Goodall in der St. John the Baptist Church in Devon, Mai 2009

Howard Lindsay Goodall, CBE (* 26. Mai 1958 in Bromley) ist ein britischer Komponist.

## Leben
Goodall besuchte die New College School, Oxford, Stowe School und Lord Williams's School Thame. Er studierte anschließend Musik an der Christ Church, Oxford.
Er ist mit Val Fancourt verheiratet, die als Agentin klassische Musiker betreut.
Goodall komponiert vor allem Musicals, sakrale Musik und Filmmusik. Er wurde als Komponist des Titelsongs zu den britischen Serien Blackadder und Mr Bean, sowohl der Serie als auch der Filme, bekannt. Goodall erhielt Preise für sakrale Kompositionen. Seine Werke reichen von Variationen über den Psalm 23 bis zu Requien und Chorwerken.
Goodall besitzt Ehrendoktorwürden des Bishop Grosseteste University College, Lincoln, der Universität von Bolton und der British Academy of Composers & Songwriters.
Im April 2009 wurde Goodall für den britischen Musikpreis "Composer of the Year" nominiert und gewann diesen für sein Werk Eternal Light: A Requiem.
Ebenfalls 2009 wurde er mit einem Emmy für seine Filmmusik zu Blut, Schweiß und Tränen ausgezeichnet. 2001 konnte Goodall einen BAFTA TV Award gewinnen.

## Filmografie (Auswahl)
- 1983, 1986–1989: Blackadder (Fernsehserie)
- 1990–1995: Mr. Bean (Fernsehserie)
- 1995, 1996: Inspektor Fowler – Härter als die Polizei erlaubt (The Thin Blue Line, Fernsehserie, 14 Folgen)
- 1997: Bean – Der ultimative Katastrophenfilm (Bean)
- 2002: Churchill – The Gathering Storm (The Gathering Storm) (Fernsehfilm)
- seit 2003: QI (Fernsehserie)
- 2003: Johnny English – Der Spion, der es versiebte (Johnny English)
- 2007: Mr. Bean macht Ferien (Mr. Bean’s Holiday)
- 2009: Blut, Schweiß und Tränen (Into the Storm)
- 2018: Johnny English – Man lebt nur dreimal (Johnny English Strikes Again)